# Lone Wolf & Cub
Lone Wolf & Cub (japanisch 子連れ狼, Kozure Ōkami, wörtlich etwa: Wolf mit Kind) ist ein Manga, der vom japanischen Autor Kazuo Koike und dem Zeichner Gōseki Kojima geschaffen wurde. Das Werk wurde in Form mehrerer Filme und einer Fernsehserie adaptiert. Es gilt als Klassiker des Samurai-Genres.

## Handlung
Der Manga handelt von dem Rōnin Itto Ogami, dem ehemaligen Kaishaku-Nin des Shogunats, der die Aufgabe eines Scharfrichters innehatte. Durch eine Intrige des Yagyū-Clans wird er jedoch des Verrats am Shōgun verdächtigt. Er widersetzt sich dem Befehl, Seppuku zu begehen, und zieht als Auftragsmörder Okami mit seinem kleinen Sohn Daigoro durch das Japan der Edo-Zeit. Sein Ziel ist die Rache am Yagyū-Clan, den Verrätern und Mördern seiner Frau Azami. Itto ist ein ausgezeichneter Kämpfer und Meister der Suio-Schwerttechnik. Er kämpft dabei nicht nur mit seinem Dōtanuki-Schwert, sondern bedient sich auch des Waffenarsenals, das Bestandteil des hölzernen Kinderwagens von Daigoro ist.

## Entstehung und Stil
Der Stil des Mangas entwickelt den energisch artikulierten, gestischen Strich früherer Werke, wie Sanpei Shiratos Von den Kriegskünsten der Samurai, weiter zu einer realistischeren Darstellung. Kazuo Koike schrieb über die Serie: „Ich schreibe über Bushidō in einer Zeit, in der es vor allem darum ging, die Verantwortung für seine Worte und Taten zu übernehmen. Den heutigen Politikern und Führern fehlt dieser Geist.“
Die Handlung besteht aus einzelnen Episoden, in denen Itto Kämpfe ausstehen muss und seine Kampfkunst unter Beweis stellt. Das Motiv der Rache und die Hintergrundgeschichte verbindet die einzelnen Episoden. Die Schwertkämpfe nehmen einen wichtigen Platz in der Handlung ein und dauern mitunter bis zu 30 Seiten an, in denen auch nicht gesprochen wird.

## Veröffentlichung
Okami erschien in Japan von 1970 bis 1976 in Fortsetzungskapiteln im Manga-Magazin Weekly Manga Action des Verlags Futabasha und wurde auch in 28 Sammelbänden mit jeweils mehr als 300 Seiten zusammengefasst. Die einzelnen Bände bestehen aus mehreren in sich abgeschlossenen Kurzgeschichten. In den USA erschien Okami ab Mai 1987 unter dem Titel Lone Wolf & Cub in monatlichen Fortsetzungen bei First Comics und war damit nach Barfuß durch Hiroshima die zweite in den USA veröffentlichte Manga-Serie.
Auf Deutsch erschien 1989 ein 62-seitiges Kapitel der Serie unter dem Titel Der Wolf und sein Junges in Ausgabe 5 der Comic-Anthologie „Macao“ des Verlags Borchert & Querengässer, was die Serie auch zu einem der ersten jemals auf Deutsch veröffentlichten Manga macht. Von 1996 bis 1997 brachte dann der Carlsen-Verlag unter dem Titel Okami acht Bände der US-amerikanischen Fassung in gespiegelter Leserichtung heraus, diese Version wurde jedoch wegen geringer Absatzzahlen vorzeitig eingestellt. Ab 2003 wurde die Serie unter dem Titel Lone Wolf & Cub bei Planet Manga veröffentlicht und liegt seit Oktober 2009 mit 28 Bänden komplett vor. Von Juli 2022 bis Januar 2025 veröffentlichte selbiger Verlag die Reihe erneut als Master Edition in insgesamt zwölf Bänden, wobei die Bände jeweils über 600 Seiten umfassen. Die einzelnen Bände haben ein kleineres Format als üblich und ähneln damit den japanischen Originalausgaben, jedoch wurden die für die amerikanische Ausgabe gestalteten Titelzeichnungen von Frank Miller, Matt Wagner, Bill Sienkiewicz, Guy Davis und Vince Locke übernommen. Jeder Band enthält einen einleitenden Text, der die historischen Zusammenhänge verdeutlicht, und ein Glossar, das die wichtigsten verwendeten Begriffe erläutert.

## Adaptionen

### Filmreihe
Okami ist der deutsche Titel einer sechsteiligen japanischen Filmreihe aus den 1970er Jahren, die auf der Grundlage des Manga entstanden ist. Die Filmreihe ist auf Japanisch mit deutschen Untertiteln bei RapidEyeMovies in einer sechs DVDs umfassenden Box erschienen. Die Hauptrolle wurde von Tomisaburō Wakayama gespielt.
Die sechs Teile sind:
1. Okami – Das Schwert der Rache (Kozure Okami: Ko o Kashi Udekashi Tsukamatsuru)
2. Okami – Am Totenfluss (Kozure Okami: Sanzu no Kawa no Ubaguruma)
3. Okami – Der Wind des Todes (Kozure Okami: Shi ni kaze ni Mukau Ubaguruma)
4. Okami – Die tätowierte Killerin (Kozure Okami: Oya no Kokoro Ko no Kokoro)
5. Okami – Der weiße Pfad der Hölle (Kozure Okami: Meifu Mado)
6. Okami – Blutiger Schnee (Kozure Okami: Jigoku e Iku zo! Daigoro)

Ein US-amerikanischer Zusammenschnitt der ersten beiden Filme erschien in Deutschland als Henker des Shogun.
1993 erschien zudem der Film Kozure Ōkami: Sono Chiisaki Te ni.

### Fernsehserie
Ebenfalls in den 1970er Jahren entstand eine gleichnamige Fernsehserie mit Kinnosuke Yorozuya in der Hauptrolle, die 78 Episoden umfasst. Ausgestrahlt wurde die Serie erstmals von 1973 bis 1976 im japanischen Fernsehen NTV. Der Fernsehsender VOX strahlte 2005 die ersten 26 Folgen der Serie unter dem Titel Der Samurai mit dem Kind aus, im Januar 2006 wurde eine zweite Staffel gesendet, ab April 2007 die dritte. Außerdem wurden einige der Folgen auf XXP gesendet.

## Rezeption
In Japan verkauften sich die Bände der Serie über 5 Millionen Mal. Der amerikanische Zeichner Frank Miller  war schon früh ein großer Fan der Serie und nahm in seiner eigenen Serie Ronin viele Einflüsse aus Lone Wolf & Cub auf. Auch schrieb er das Vorwort und gestaltete das Cover der ersten amerikanischen Ausgabe. Diese Auflage verkaufte sich so gut, dass drei weitere folgten, die zweite bereits mit 50.000 Exemplaren mehr. Die bei Dark Horse Comics erschienene amerikanische Ausgabe erhielt 2001 den Eisner Award in der Kategorie Best American Edition of Foreign Material. Im gleichen Jahr erhielt die Ausgabe auch den Harvey Award in der Kategorie Best American Edition of Foreign Material und konnte dies in den Jahren 2002 und 2003 wiederholen.
Laut Paul Gravett verbindet der Manga „außergewöhnliche Brutalität und zarte Stille“, indem der kämpfende Samurai im Kontrast zu seinem kleinen Sohn steht. Die Zeichnungen Kojimas fingen diesen Kontrast, aber auch die physische Anstrengung und die Dynamik der Kämpfe ein. Nicolas Finet zählt den Manga zu den „großen Klassikern der Gekiga“, dessen Hauptfiguren zu Ikonen der japanischen Comics wurden. Die Kampfszenen seien in „dynamisch-rasanten Bildabfolgen und mit kraftvollem Strich inszeniert“ und das Werk biete nicht nur „packende und immer wieder überraschende“ Abenteuer, sondern auch „ein lebendiges Portrait der Edo-Zeit“. Laut Frederic L. Schodt hat die Serie Standards des Genres gesetzt. Der Kontrast zwischen menschlichen Bindungen und der Gewalt auf dem Schlachtfeld ist wichtigstes Motiv von Lone Wolf & Cub und spielt auch in vielen anderen Samurai-Geschichten eine wichtige Rolle. In der deutschen Zeitschrift MangasZene wird die Serie als „atemberaubendes Epos“ und „ein faszinierend abgründiger Klassiker“ bezeichnet. Trotz des Alters wirke der Manga modern und aktuell. Der Zeichenstil und die geschickte Gestaltung der Seiten schaffen mit einer klaren, dekomprimierten Erzählweise „praktisch wortlos unglaublich stimmungsvolle Geschichten“.